# Chaenomeles thibetica
Chaenomeles thibetica — вид квіткових рослин родини розоцвітих. Це дерево або кущ, зазвичай колючий, 1.5–3.0 м заввишки. Він походить з Тибету та південно-центрального Китаю, росте серед чагарників у гірських долинах і на схилах. Має ефектні рожеві квіти влітку та плодоносить з кінця літа до початку осені.

## Опис
Це кущ або невелике дерево 1.5–3 м заввишки; зазвичай з багатьма шипами. Гілочки червоні або пурпурувато-коричневі в молодості, чорнувато-коричневі в старості, з рідкісними, довгастими сочевичками. Лискові ніжки 1–1.6 см, спочатку буро-запушені, незабаром голі; листова пластинка темно-зелена адаксіально, яйцювато-ланцетна або подовжено-ланцетна, 6–8.5 × 1.8–3.5 см, абаксіально щільно коричнево-повстиста, край цільний, верхівка загострена. Квітки 3- або 4-складні. Чашолистки відігнуті, трикутні, ≈ 2 мм, голі. Яблуко запашне, жовте, довгасте чи грушоподібне, 5–9 см у діаметрі.

## Поширення
Росте серед чагарників на схилах або в долинах; на висотах 2600–3800 метрів. Ареал включає західний Сичуань і східний Тибет.

## Використання

### В їжу
Плоди вживають сирими чи приготовленими. Вони дуже жорсткі й кислі сирими, але ароматні при варінні, що надає сильного приємного смаку варенням і желе. Плід часто використовують у Китаї для виготовлення солодощів, соків, ферментують для виготовлення алкогольних напоїв тощо.

### Медичне
Плід має болезаспокійливу, протизапальну, протимікробну, антиоксидантну, спазмолітичну, в'яжучу, травну та гіпоглікемічну дію. Відвар використовується всередину при лікуванні широкого спектру захворювань, включаючи нудоту, болі в суглобах, ревматоїдний артрит, гепатит, астму, застуду, холеру та пов'язані з ними судоми. Фрукти містять поліфеноли, флавоноїди, тритерпени та проантоціанідини, які, як було показано, мають сильну антиоксидантну дію. Доведено, що такі антиоксидантні сполуки захищають від серцево-судинних захворювань, а також виявляють протипухлинну, антимікробну, антиадгезивну та протизапальну дію.